# بلاذر صغير الكأسية
بلاذر صغير الكأسية (الاسم العلمي: Anacardium microsepalum) هو نوع من النباتات يتبع جنس البلاذر من فصيلة البلاذرية.